# Rezső Wanié
Rezső Wanié (12 de abril de 1908-9 de abril de 1986) fue un deportista húngaro que compitió en natación. Ganó una medalla de bronce en el Campeonato Europeo de Natación de 1927 en la prueba de 4 × 200 m libre.

## Palmarés internacional
| Campeonato Europeo | Campeonato Europeo | Campeonato Europeo | Campeonato Europeo |
| Año                | Lugar              | Medalla            | Prueba             |
| ------------------ | ------------------ | ------------------ | ------------------ |
| 1927               | Bolonia (Italia)   | Medalla de bronce  | 4 × 200 m libre    |